# Wojciech Stawiszyński
Wojciech Franciszek Stawiszyński, ps. Sergiusz, Roman Górny, Andrzej Rudzki, Andrzej Bielski (ur. 1 stycznia 1951 w Warszawie) – działacz opozycji demokratycznej w PRL, założyciel i szef Terenowego Komitetu Oporu „Solidarność” (TKO „S”) w 1982 roku, organizator i szef Armenii w latach 1983–1989, szef warszawskiego Radia „S” w latach 1984–1989, członek RKW Regionu Mazowsze w 1986 roku.

## Życiorys
Ukończył studia na Wydziale Chemicznym Politechniki Warszawskiej w 1973 roku, po czym rozpoczął pracę jako technolog w Zakładzie Doświadczalnym Chemipan (w latach 1974–1976). W okresie 1976–1980 był doktorantem na Politechnice Warszawskiej, a w latach 1980–1981 – pracownikiem technicznym tamże. W 1981 roku pracował jako technolog w Zakładzie Chemii Gospodarczej Libella. W okresie 1982–1983 był technologiem w Zakładach Chemicznych Celia w Pruszkowie, w latach 1983–1990 obejmował funkcję zastępcy dyrektora Scan-Product-Ns Psa.

### Działalność niezależna
W okresie 1979–1981 był współpracownikiem KOR, następnie KSS „KOR”, działał jako kolporter wydawnictw niezależnych, m.in. „Robotnika”. Należał do „Solidarności” od października 1980 roku. W latach 1980–1981 był członkiem Komitetu Zakładowego w Libelli, w 1981 roku był delegatem na I i II Walny Zjazd Delegatów „S” Regionu Mazowsze. Po wprowadzeniu stanu wojennego zainicjował, współorganizował i szefował Terenowemu Komitetowi Oporu „S”. Współzałożył „Biuletyn Informacyjny” TKOS, następnie „Sektor”. W 1982 roku był współpracownikiem Tygodnika Mazowsze, dostarczał korespondencję z miejscowości podwarszawskich. W latach 1981–1989 był założycielem i szefem struktury Armenia, był m.in. organizatorem i koordynatorem grup zaplecza technicznego Radia „S” oraz emiterem, w latach 1984–1989 – (po aresztowaniu Jerzego Jastrzębowskiego) jego szefem. W 1986 roku został członkiem RKW Mazowsze.

### W III Rzeczypospolitej
W latach 1990–2009 był prezesem i współwłaścicielem przedsiębiorstwa Quartz SA. Od roku 2009 bez stałego zatrudnienia.
Zajmuje się tłumaczeniem tekstów starochrześcijańskich, wydał m.in.:
- Bibliografia patrystyczna 1901–2004. Polskie tłumaczenia tekstów starochrześcijańskich pierwszego tysiąclecia (Kraków, 2006, ISBN 83-89598-96-5)
- Bibliografia patrystyczna 1901–2004. Suplement: indeks nazwisk (Kraków, 2006, ISBN 83-89598-89-2)

w Wydawnictwie Homini s.c., którego jest współwłaścicielem (razem z Krzysztofem Bielawskim).
Wszedł w skład komitetu wspierającego kandydaturę Karola Nawrockiego na prezydenta RP w wyborach w 2025.

## Ordery i odznaczenia
- Krzyż Komandorski Orderu Odrodzenia Polski (2009, „za wybitne zasługi dla niepodległości Rzeczypospolitej Polskiej, za działalność na rzecz przemian demokratycznych...”)[3]
- Odznaka „Zasłużony Działacz Kultury” (2000).